# Boethos (Dichter)
Boethos (altgriechisch Βόηθος Bóēthos; † nach 30 v. Chr.) war ein antiker griechischer Dichter und Stadtherrscher von Tarsos in Kilikien.

## Leben
Der Geburtsort und das Geburtsjahr des Boethos sind nicht überliefert. Die Hauptquelle zu seinem Leben ist ein kurzer Bericht Strabons in seinem geographischen Werk. Demzufolge verfasste Boethos ein Lobgedicht auf den Sieg des Triumvirn Marcus Antonius in der Schlacht bei Philippi (42 v. Chr.) über die Caesarmörder Brutus und Cassius. Er gewann dadurch die Gunst des Antonius, der ihn in einem unbekannten Jahr nach 42 v. Chr. zum Stadtherrn von Tarsos einsetzte. Die Stadt, die in den Wirren der römischen Bürgerkriege nach der Ermordung Caesars (44 v. Chr.) viel gelitten hatte, war nach der Schlacht bei Philippi von Antonius entschädigt und für frei erklärt worden; und Boethos sollte sie nun als Vertrauensmann des Antonius verwalten. Boethos war einer von zahlreichen „Freunden“ (Philoi) des Triumvirn, die für diesen in bedeutenden Städten Griechenlands und Kleinasiens das Regiment führten. Antonius erhoffte sich von ihnen die optimale Umsetzung seiner Herrschaftsinteressen auf lokaler Ebene.
Strabon nimmt gegenüber Boethos eine feindselige Haltung ein, wie er es auch gegenüber den meisten anderen Favoriten des Antonius tut. Laut ihm sei Boethos ein schlechter Dichter und Bürger gewesen. Boethos’ literarische Fähigkeiten sind nicht feststellbar, da von dem erwähnten Epos keine Fragmente überliefert sind. Immerhin besaß er nach Strabon das Geschick, zu jedem beliebigen Thema unvorbereitet ausführlich sprechen zu können. Von seinen Ämtern ist nur bekannt, dass er der Leiter des Gymnasions von Tarsos war. Er soll sich in dieser Eigenschaft Unterschlagungen schuldig gemacht haben, ohne von Antonius bestraft zu werden, und Tarsos bis zum Tod seines Gönners (30 v. Chr.) weiterhin ausgeplündert haben. Nach seinem entscheidenden Sieg über Antonius in der Schlacht von Actium (31 v. Chr.) setzte Octavian (der spätere Kaiser Augustus) Boethos nicht sofort ab. Erst nach 31/30 v. Chr. kehrte der von Octavian geschätzte stoische Philosoph Athenodoros Kananites in seine Heimatstadt Tarsos zurück, verbannte Boethos und dessen Gefährten mittels der ihm von Octavian verliehenen Vollmachten und übernahm die Herrschaft über Tarsos. Vielleicht starb der exilierte Boethos in einem unbekannten Jahr in Telmessos in Lykien, da eine dort entdeckte Grabinschrift eventuell auf ihn zu beziehen ist.